# Epperly
Epperly était un constructeur américain de monoplaces, ayant participé à neuf reprises aux 500 miles d'Indianapolis, entre 1955 et 1964. Epperly remporta cette course à deux reprises, en 1957 avec Sam Hanks et en 1958 avec Jimmy Bryan.